# Міжмор'я

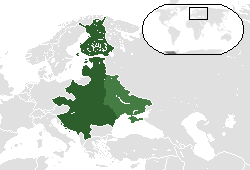
Один з варіантів Міжмор'я

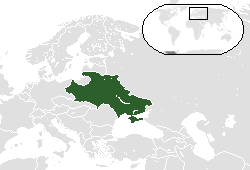
Мапа країн Міжмор'я за Юзефом Пілсудським

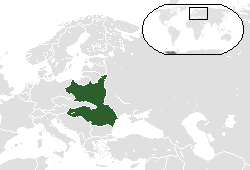
Мапа країн Міжмор'я за Юзефом Беком

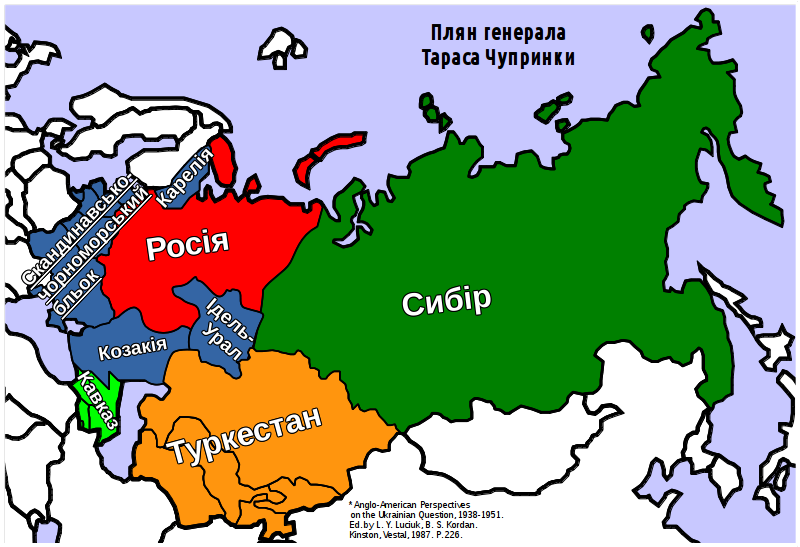
Ідея «Скандинавсько-Чорноморського союзу» (позначений синім), приписувана Романові Шухевичу

Міжмо́р'я (пол. Międzymorze Польська вимова: [mʲɛnd͡zɨˈmɔʐɛ], лат. Intermarium) — концепція партнерського блоку держав від Балтійського до Чорного й Адріатичного морів.

## Історія

Країни, що перебували під владою династії Ягеллонів у 1490 році: нинішні території Литви, Білорусі, України, Польщі, Чехії, Словаччини, Угорщини, Хорватії, Румунії

Ідея альянсу держав «від моря до моря» має давню історію. На етапі зародження ця ідея була виголошена князем Адамом Єжи Чарторийським як засіб убезпечити Польщу та Європу загалом від російської експансії й передбачала розширення Польщі на південь та включення до її складу Пруссії.
Пізніше прихильниками Балто-Чорноморського союзу були перший голова відродженої польської держави Юзеф Пілсудський, міністр закордонних справ Польщі Юзеф Бек та провідник українського національно-демократичного визвольного руху кінця 1980-х — 1990-х В'ячеслав Чорновіл.
Залежно від історичних обставин, проєкт зазнавав численних змін щодо залучення до нього різних народів. Так, після Першої світової війни Юзеф Пілсудський розглядав проєкт Міжмор'я, до складу якого мали входити сучасні території Польщі (окрім Пруссії), Литви, Білорусі, України та Росії.
Існували й інші проєкти конфедеративної держави, до якої мали входити Польща, Україна, Білорусь, Литва, Латвія, Естонія, Молдова, Угорщина, Румунія, Югославія, Чехословаччина, а також, можливо, Фінляндія. Ця конфедерація повинна була сягати від Чорного й Адріатичного до Балтійського моря.
Пропонована Пілсудським конфедерація мала продовжити багатонаціональну та багатокультурну традицію колишньої Речі Посполитої. Пілсудський вважав, що її відновлення дозволить уникнути державам Центральної Європи домінування Німеччини або Росії. Категорично проти ідеї виступив СРСР і всі західні держави, за винятком Франції. Протягом двох десятиліть після краху ідеї Міжмор'я всі держави, які мали до неї входити, потрапили до зони впливу Радянського Союзу.
Проєкт конфедеративної держави ґрунтувався на ідеї відродження Речі Посполитої, однак план маршала Пілсудського зіткнувся з опором як за кордоном, так і всередині країни. Українські, білоруські та литовські націоналісти побоювалися, що в об'єднаній державі неполяки (а особливо некатолики) опиняться на положенні громадян другого сорту. У самій Польщі також було багато прихильників створення чисто польської національної держави.

## Сучасність
Обраний у 2015 президент Польщі Анджей Дуда заявив, що хоче створити новий міждержавний альянс, ідея якого давно відома під назвою «Міжмор'я». Він заявив:
| Я обмірковую ідею створення партнерського блоку держав від Балтійського до Чорного й Адріатичного морів |
Сучасну концепцію Міжмор'я активно популяризують такі українські філософи консервативно-націоналістичного спрямування як Олександр Маслак, Ігор Загребельний, Олена Семеняка, Едуард Юрченко. Олег Гуцуляк пропонує використовувати замість полонофільського терміну Міжмор'я ідентариський термін Мезоєвразія (за аналогією до Мезоамерики).
У липні 2016 року Азовський рух провів установчу конференцію Групи сприяння розбудові Балто-Чорноморського союзу. Друга конференція відбулася у квітні 2017 року.